# Романов, Пётр Васильевич
Пётр Васи́льевич Рома́нов (род. 1943) — советский и российский хозяйственный и политический деятель, депутат Совета Федерации первого созыва, депутат Государственной думы с 1995 года, Герой Социалистического Труда (1991). Секретарь Центрального комитета КПРФ в 1997—2000 гг. Член Президиума ЦК КПРФ в 2000—2017 гг.

## Биография
Родился 21 июля 1943 года в Канске Красноярского края.
В 1967 году окончил Сибирский технологический институт в Красноярске по специальности «Химия и технология порохов и твердых топлив».
С 1967 по 1996 год работал на ПО «Красноярский химический комбинат „Енисей“». Был рабочим, затем начальником смены, участка, цеха. С 1970 по 1984 год — главный инженер, с 1985 по 1996 год — генеральный директор.
С 1993 по 1995 год — депутат Совета Федерации, был членом Комитета по вопросам безопасности и обороны. В январе 1994 года баллотировался на пост Председателя Совета Федерации, для победы не хватило двух голосов.
В декабре 1995 года был избран депутатом Государственной Думы Федерального собрания Российской Федерации II созыва, был членом фракции КПРФ, членом Комитета по промышленности, строительству, транспорту и энергетике.
Дважды — в 1993 и 1998 годах — баллотировался на пост губернатора Красноярского края. В 1993 году набрал 5,14 %, в 1998 — 13 % голосов, оба раза занял третье место.
В январе 1996 году Ассоциацией народно-демократических патриотических сил выдвинут кандидатом на пост Президента России, в апреле отказался от участия в выборах в пользу Г. А. Зюганова.
В декабре 1999 года был избран депутатом Государственной Думы Федерального собрания Российской Федерации III созыва по Канскому одномандатному избирательному округу # 47 Красноярского края, выдвигался избирательным объединением КПРФ, был членом фракции КПРФ, с января 2000 года являлся заместителем Председателя Государственной Думы третьего созыва.
7 декабря 2003 года был избран депутатом Федерального собрания Российской Федерации IV созыва по федеральному списку КПРФ, был членом фракции КПРФ, первым заместителем председателя Комитета по экологии, членом Комиссии по проблемам Северного Кавказа.
2 декабря 2007 года избран депутатом Государственной Думы Федерального собрания Российской Федерации V созыва в составе федерального списка кандидатов, выдвинутого КПРФ. Занимал пост заместителя председателя комитета ГД по проблемам Севера и Дальнего Востока.
4 декабря 2011 года избран депутатом Государственной Думы Федерального собрания Российской Федерации VI созыва по списку КПРФ. Вновь избран на должность заместителя председателя комитета ГД по проблемам Севера и Дальнего Востока.
20 апреля 1997 года на IV съезде КПРФ был избран секретарем ЦК КПРФ (в этой должности находился до 3 декабря 2000 года). С 3 декабря 2000 года по 27 мая 2017 года — член Президиума Центрального комитета КПРФ, одновременно с 2009 года — председатель Консультативного совета при ЦК КПРФ.

## Награды
- медаль «Серп и Молот» (06.08.1991)
- орден Ленина (06.08.1991)
- орден «Знак Почёта» (30.11.1984)
- юбилейная медаль «В память 850-летия Москвы»
- юбилейная медаль «В память 300-летия Санкт-Петербурга»
- медаль преподобного Сергия Радонежского I степени.
- Заслуженный химик Российской Федерации

## Ученые звания и степени
- доктор технических наук
- доктор фармацевтических наук
- член Петровской академии наук и искусств
- действительный член Академии инженерных наук РФ

## Семья и увлечения
Женат, имеет двоих сыновей и дочь.
Любит активный зимний отдых, сбор грибов и ягод, работу на земле, увлекается живописью, коллекционирует старинные иконы.
Является автор книг «Я, Петр Романов… о времени и о себе» (1995), «С сыновней болью о России» (1995), «Державный крест» (1997), а также более 150 других печатных работ и 65 изобретений.